# Буслаевская псалтирь
Буслаевская псалтирь — рукописная Псалтирь, созданная в последней четверти XV века (ранее датировалась второй четвертью XV века). Рукопись отличается высоким уровнем каллиграфии и оформления. Хранится в собрании Российской государственной библиотеки (РГБ, ф. 304.I, № 308).
Псалтирь была написана в одной из московских мастерских, заказчик её неизвестен. Согласно владельческой записи конца XV — начала XVI веков, она принадлежала князю Александру Пенкову, который погиб в 1506 году под Казанью. После его смерти псалтирь стала вкладом в Троице-Сергиев монастырь. Своё название рукопись получила от имени её первого исследователя Фёдора Буслаева.
Рукопись включает в себя 284 листа, написана пятью анонимными писцами, два из которых являются основными. Ранее датировалась 1430 годом. Современная датировка рукописи произведена на основании упоминания на 202-м листе Ивана Ивановича Молодого с титулом великого князя, который он получил в 1485 году и скончался в 1490 году.
Более точная дата — 1487—1489 годы — устанавливается по греческому колофону с ошибками в греческих числовых обозначениях, отличающихся от аналогичных кириллических. 
Рукопись относится к типу псалтирей с восследованием — кроме собственно текста Псалтири, в ней помещены евангельские чтения, выдержки из сочинений Григория Синаита, Никиты Стифата, Василия Великого и патериков.
Эта часть занимает первые 40 листов рукописи. После псалмов в книгу помещены службы, каноны, молитвы и отдельные песнопения Иисусу Христу, Святой Троице, на богородичные праздники и ряду святых. Заканчивается рукопись табличными святцами. Предполагают, что Буслаевская псалтирь ранее содержала в себе и часослов, который при последнем её переплетении был изъят.
Рукопись украшают 44 заставки и многочисленные инициалы болгарского и неовизантийского стилей (в отдельных случаях в них встречаются изображения фантастических птиц и драконов). Полнолистные миниатюры в Буслаевской псалтири отсутствуют. Заголовки выполнены сложной вязью, в отдельных случаях подражающей восточной каллиграфии. Это декоративное письмо в ряде случаев представляет собой тайнопись, которая до настоящего времени полностью не расшифрована.